# 122 v.Chr.
122 v.Chr. is een jaartal volgens de christelijke jaartelling.

## Gebeurtenissen

### Italië
- In Rome worden Gaius Sempronius Gracchus en Marcus Fulvius Flaccus verkozen tot volkstribuun. Fulvius Flaccus, helpt hem met het verlenen van het Romeins burgerrecht voor de Italische "bondgenoten". Gaius Gracchus stelt in de Senaat de Lex Judicaria voor, dit om de senatorenstand de bevoegdheid te ontnemen om als jurylid in de rechtbanken te zetelen en de ordo equestri (ridders), de groeiende middenklasse, te erkennen die zijn hervormingen steunen.

### Carthago
- Marcus Fulvius Flaccus sticht op de ruïnes van Carthago, de Romeinse handelskolonie Junonia Carthago, gewijd aan de godin Juno.

### Parthië
- Mithridates II de Grote beheerst de Zijdeweg, de karavaanroute tussen Syrië in het westen en het Chinese Keizerrijk in het oosten.